# Gustav Kraitz

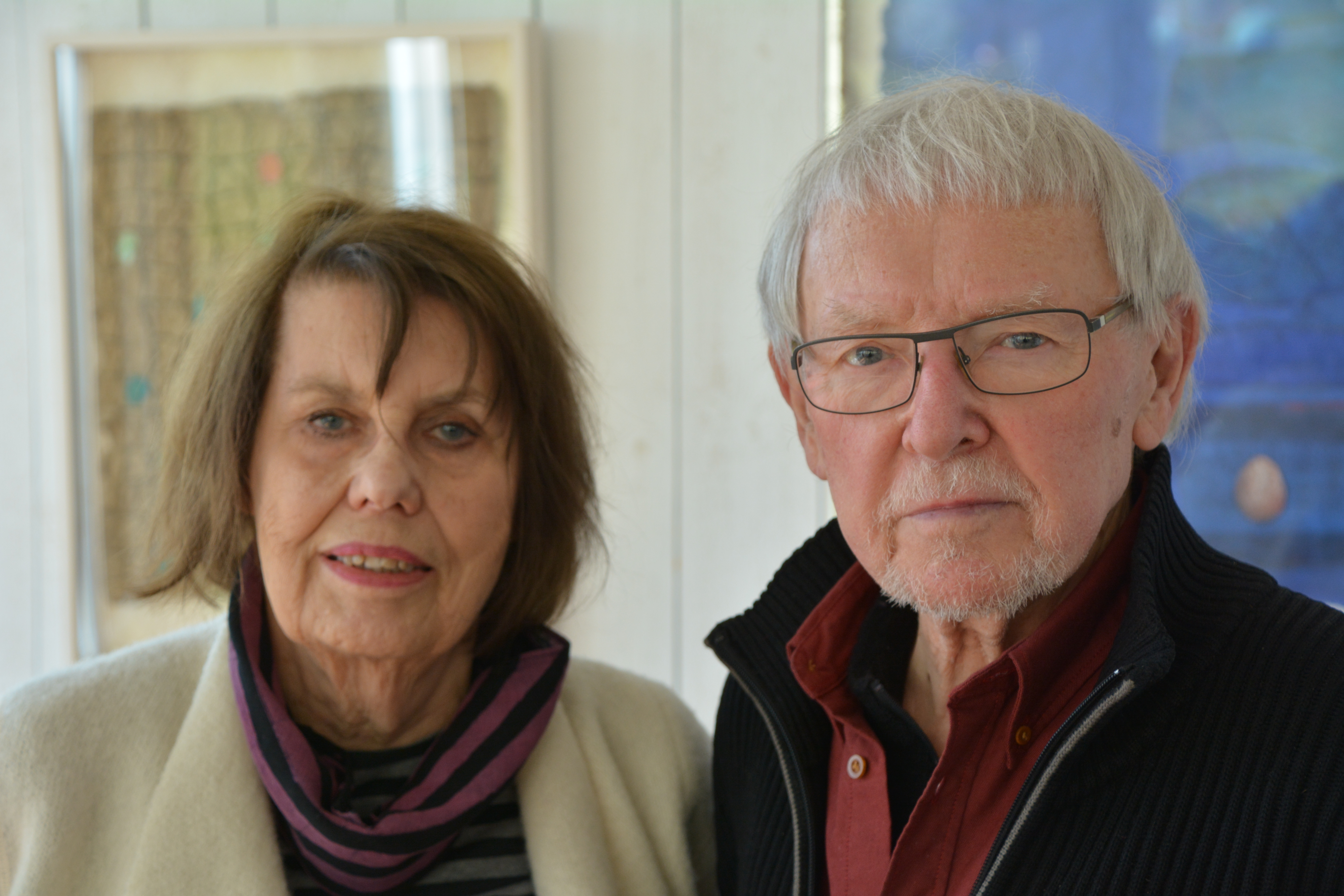
Gustav och Ulla Kraitz, 2015

Gustav Kraitz, egentligen Gusztav Istvan Kraitz, född 30 mars 1926 i Miskolc i Ungern, är en svensk keramiker och skulptör. Han samarbetar ofta med hustrun, konstnären Ulla Kraitz.

## Biografi
Gustav Kraitz växte upp i Miskolc i Ungern. År 1943 vann han som gymnasist en teckningstävling och året därpå började han på Konstakademien i Budapest. När sovjetarmén invaderade Budapest i januari 1945, greps Kraitz likt tusentals andra och fördes till straffarbete i kolgruvorna. Det enda skälet var att han hade studerat vid den statliga konstakademien i det nazistallierade Ungern. I kolgruvorna tvangs han under drygt fyra år skyffla sju ton kol per dygn. Av 3000 fångar var han en av få som överlevde. 
År 1949 frigavs han och kunde fullborda sina akademistudier 1949–1952, nu med inriktning på skulptur. När sovjetiska trupper återigen invaderade Ungern 1956, flydde han via Österrike och kom slutligen till Sverige, där han av sin ungerske konstprofessor fått rekommendation att uppsöka en viss konstnär i Stockholm.
År 1960 träffade han konstnären Ulla Stenqvist. De gifte sig året därpå och har sedan dess arbetat både tillsammans och var för sig. Efter att inledningsvis ha inriktat sig på keramiska bruksföremål började de efterhand övergå till en mer fri konstnärlig form. Han har experimenterat sig fram till en kinesisk glasyrteknik i en het, vedeldad ugn med anor från kinesiska Ming- och Songdynastierna, som han vidareutvecklat efter 1956. Senare har studenter från Kina rest till Sverige för att lära sig mer om denna teknik hos paret Kraitz. I sitt arbete sammanför han gärna keramiska delar av olika geometrisk form i dynamiska kompositioner.
Makarna bor sedan 1968 i Fogdarp, Båstads kommun utanför Förslöv i Skåne och har barnen konstnären och keramikern Cecilia Kraitz och formgivaren Anna Kraitz.

## Kulturhuset Ravinen
Huvudartikel:  Kulturhuset Ravinen
Sedan 1990-talets början har paret Kraitz varit initiativtagare till och en drivande kraft för bygget av en konsthalls- och konsertbyggnad vid en bäckravin i Norrvikens trädgårdar. Insamlingsstiftelsen Ulla och Gustav Kraitz Kulturstiftelse bildades för finansieringen. Kulturhuset Ravinen invigdes 2021.

## Offentliga verk i urval
- Hope, Wallenbergmonumentet  vid FN:s huvudkontor (1998), diabas och brons, hörnet av Första avenyn och 47:e gatan i New York + vid Utrikesdepartementet i Stockholm (tillsammans med Ulla Kraitz)
- Kattarakt (2002), brons och betong, Södertull i Malmö (tillsammans med Ulla Kraitz). Namnet på den konstnärliga kompositionen kommer från  engelska: cat art action "kattkonst-händelse") eller en kombination av ord: "katter" och "akt (akta)"

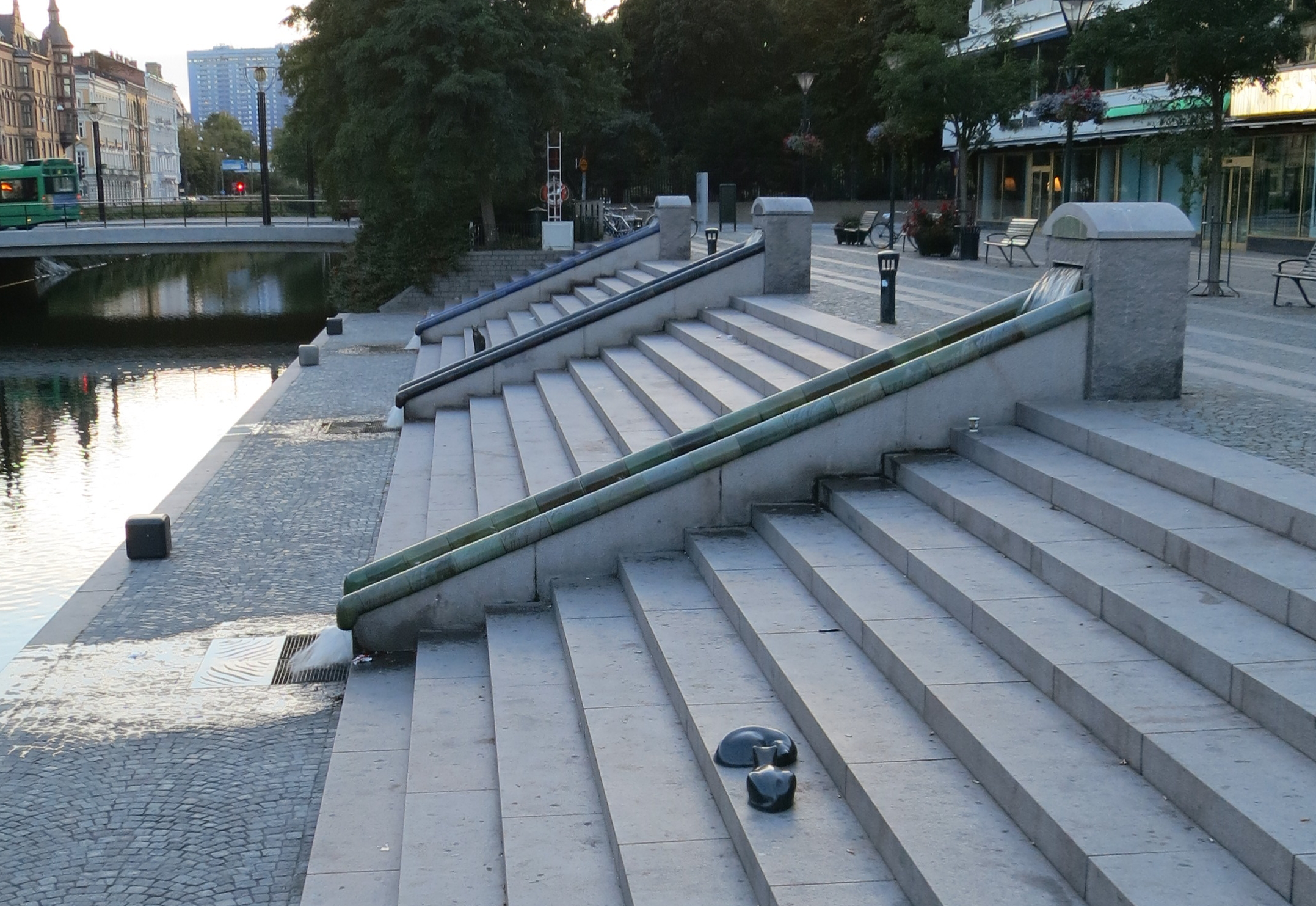
Kattarakt (2002), brons och betong, Södertull, Malmö.

- Trygghet (2005), brons och granit, Storgatan i Höganäs (tillsammans med Ulla Kraitz)

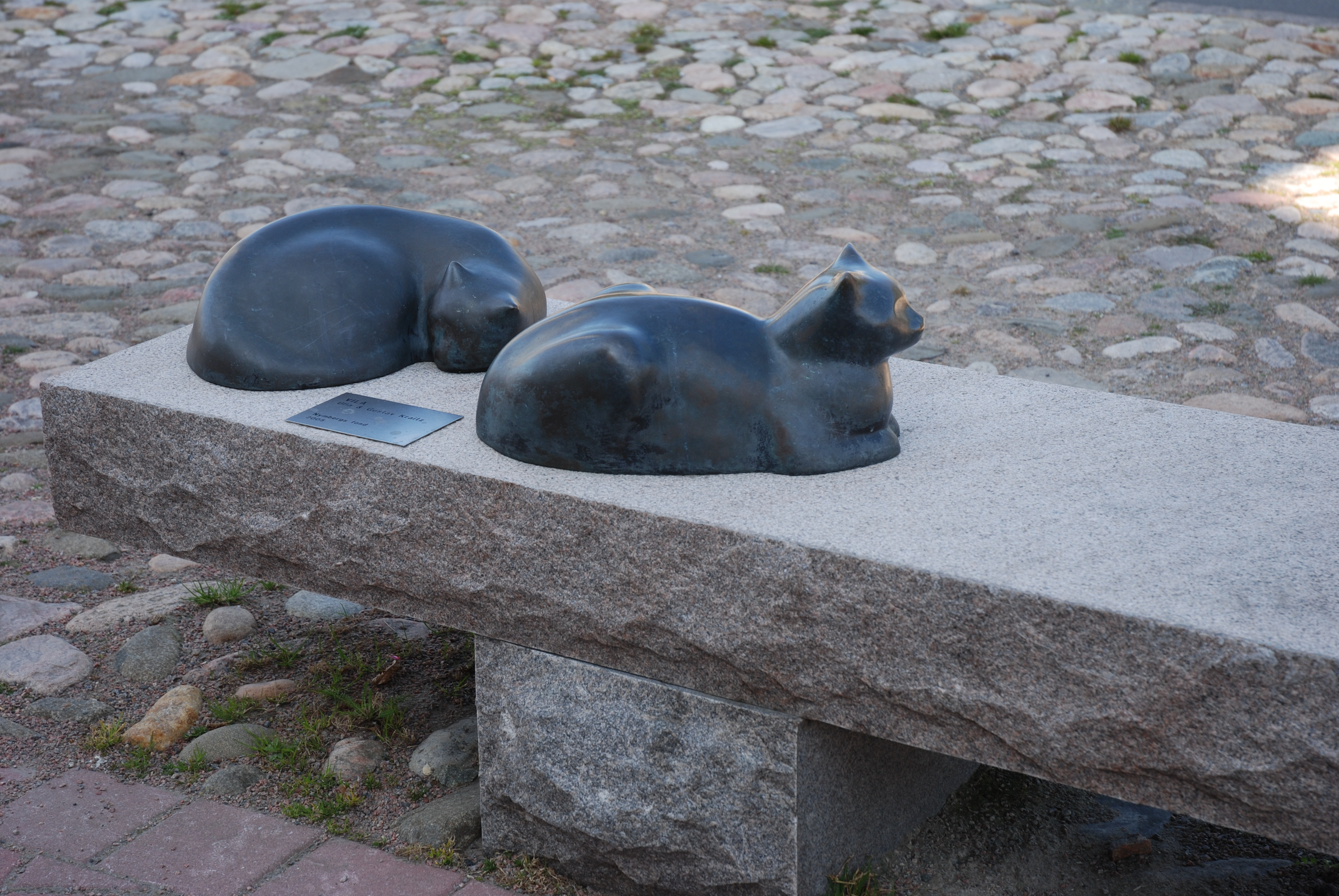
Trygghet (2005), Storgatan, Höganäs.

- Förankrad farkost, Picassoparken, vid Nissan i Halmstad
- Parhästar, Kävlinge
- Uppvärmd stenbänk,  på Stortorget i Ängelholm
- Bakom vågorna (2010), flyktingmonument, Ramlösa brunn, Helsingborg (tillsammans med Ulla Kraitz)

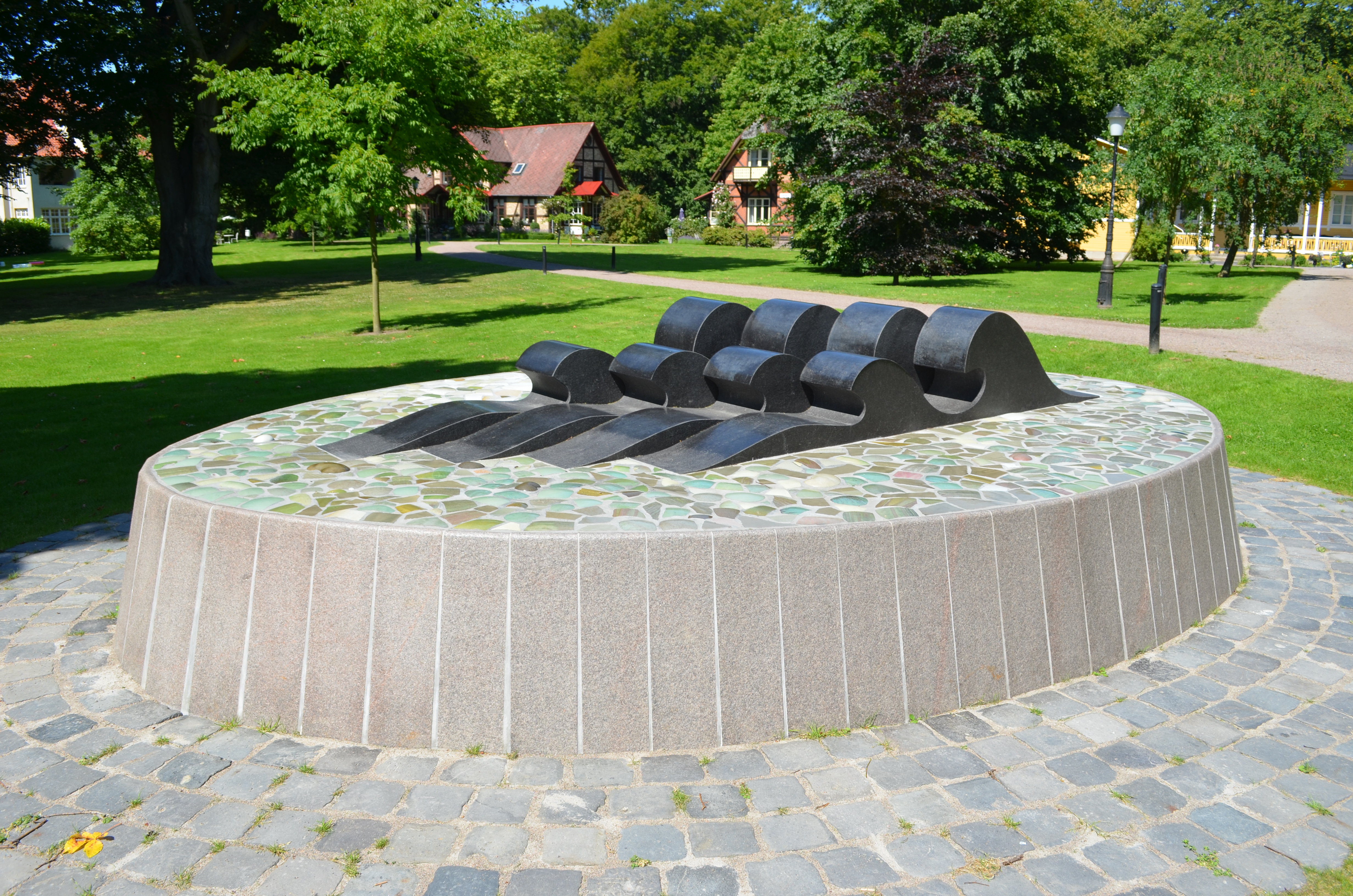
Bakom vågorna (2010), flyktingmonument, Helsingborg.

- Havsdjur (2011), Vandalorum i Värnamo (tillsammans med Ulla Kraitz).
- Staty över Birgit Nilsson, keramik, 2013, Birgit Nilssons plats, Båstad (tillsammans med Ulla Kraitz) [2]

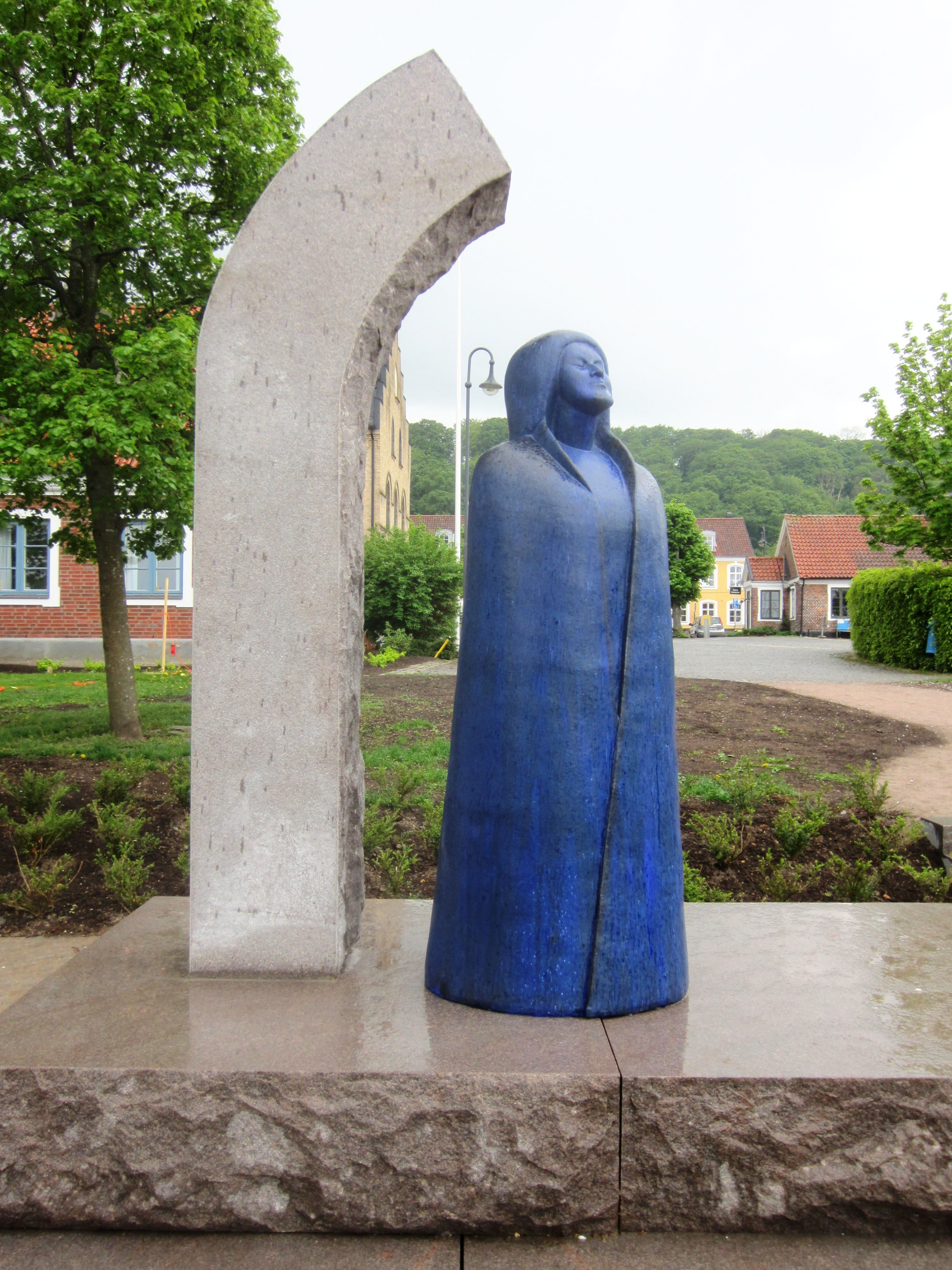
Statyn Birgit (2013), Birgit Nilssons plats, Båstad.

- Minnesmärke för Raoul Wallenberg (2014), brons och granit, i Budapest (tillsammans med Ulla Kraitz)

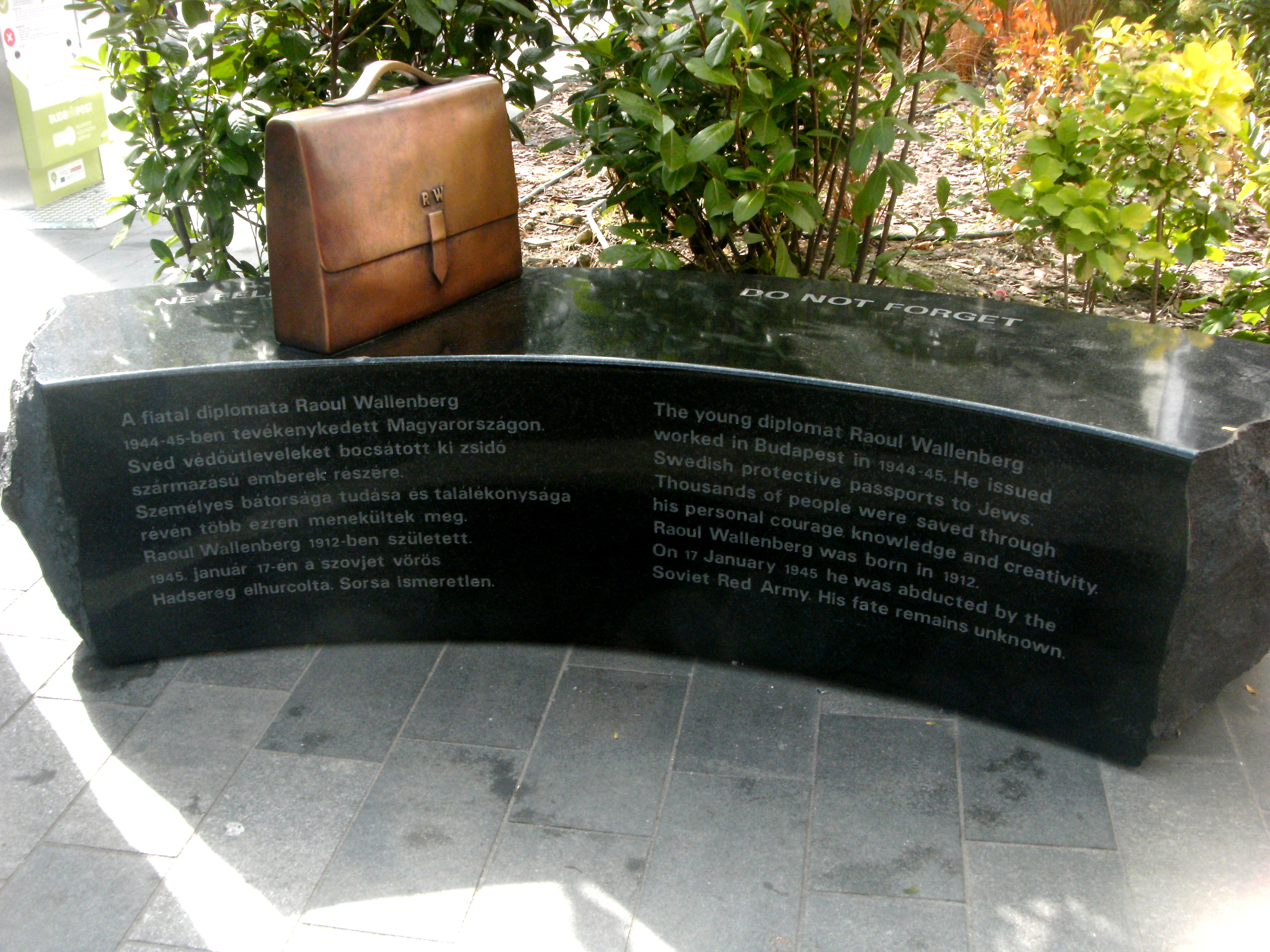
Raoul Wallenberg-minnesmärket (2014), Budapest.

- Spänning, porfyr och granit, Friends Arena i Solna (2016)[3]

## Representation av verk i urval
- Nationalmuseum[4], Stockholm
- Nationalmuseum, Budapest
- Moderna Museet[5], Stockholm
- Malmö konstmuseum
- Jönköpings läns museum
- Länsmuseet i Linköping
- Ystads konstmuseum
- Skissernas museum, Lund
- Kulturen[6]
- Vandalorum
- Helsingborgs museer[7]
- Höganäs Museum och Konsthall
- Värmlands Museum[8], Karlstad
- Keramikmuseum Westerwald, Tyskland
- Museum für Angewandte Kunst Köln, Tyskland
- LongHouse Reserve, East Hampton, New York, USA
- San Angelo Museum of Fine Arts, San Angelo, Texas, USA
- COPIA, Napa, Kalifornien, USA
- M.H. de Young Memorial Museum, Kalifornien, USA
- Holocaust Centre Beth Shalom, Laxton, Storbritannien
- Holocaust Memorial Museum, Washington, D.C., USA
- Mauermuseum, Berlin, Tyskland
- Svenska kulturhuset i Paris
- Scandinavia House, New York
- Miskolcs stadssamlingar, Ungern
- Löwenströmska sjukhuset, Upplands Väsby

## Priser och utmärkelser
- H. M. Konungens medalj av 8:e storleken (2017) för betydande insatser som keramiker tilldelad vid samma tillfälle som Ulla Kraitz
- Illis quorum av 8:e storleken (2008) tilldelad vid samma tillfälle som Ulla Kraitz
- Region Skånes kulturpris (2003) tillsammans med Ulla Kraitz[9][10]